# Burj Al Arab
Burj Al Arab  (en idioma árabe: برج العرب, "Torre de los árabes") es un hotel de lujo de 321 metros de altura, siendo uno de los edificios hoteleros más representativos del mundo. Está situado en el mar, sobre una isla artificial localizada a 270 metros de la playa en el Golfo Pérsico, conectada a tierra firme mediante un puente.

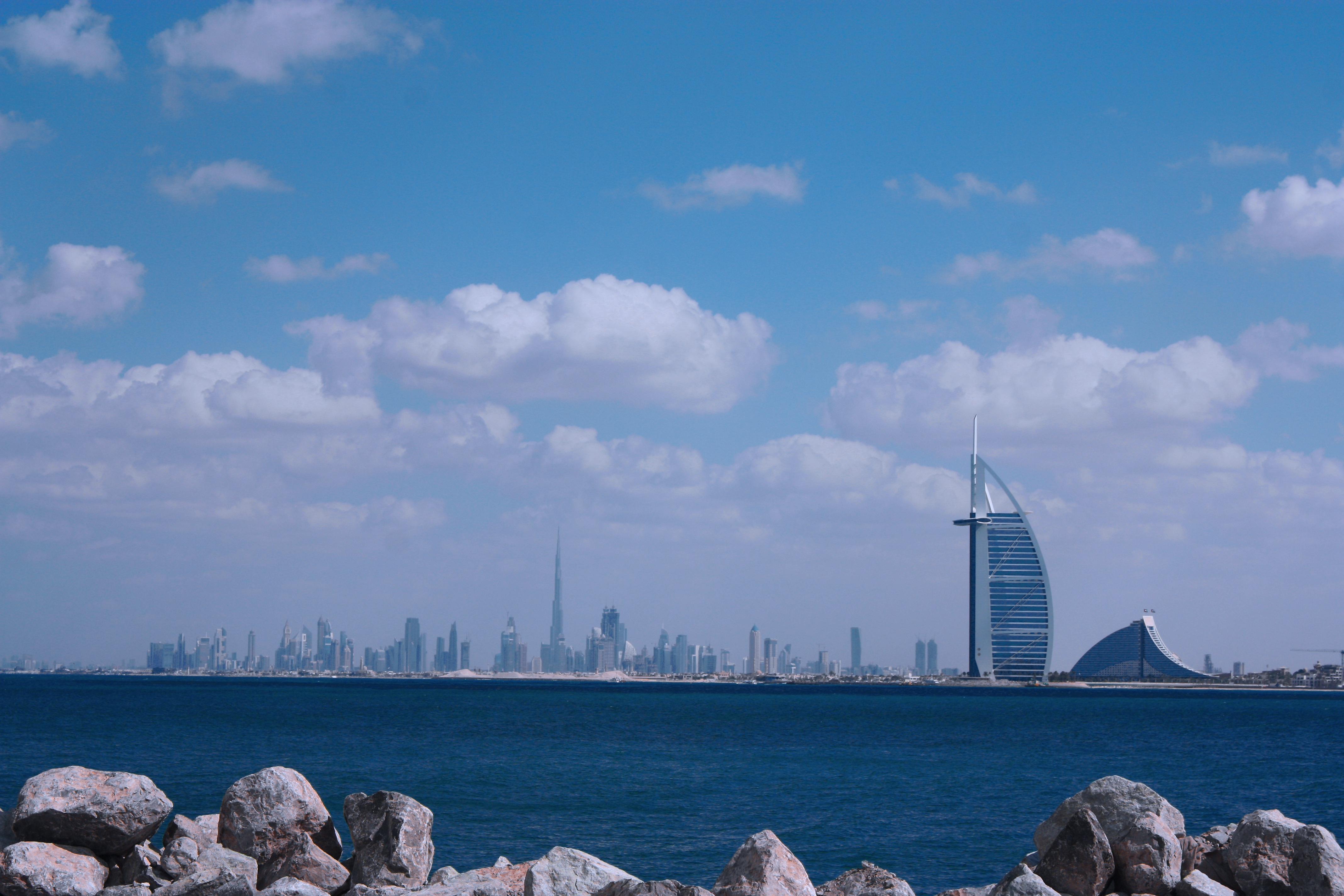

## Localización
La zona frente al mar donde se encuentran el Burj Al Arab y el Jumeirah Beach Hotel se llamaba anteriormente Chicago Beach.
El hotel está situado en una isla de tierra recuperada, 280 m (918,6 pies) frente a la playa del antiguo Chicago Beach Hotel. El nombre del local tiene su origen en la Chicago Bridge & Iron Company, que en su día soldó en el lugar gigantescos tanques flotantes de almacenamiento de petróleo, conocidos localmente como Kazzans.
El arquitecto quería que el edificio pareciera emerger del agua. La isla artificial a 270 m de la playa de Jumeirah. Inicialmente se suponía que esta isla iba a estar hecha de rocas, un método bien conocido. El arquitecto rechazó esta solución, por un lado porque la consideraba antiestética y, por otro, porque quería que la isla fuera lo más baja posible. Por lo tanto, los ingenieros tuvieron que encontrar una solución para que la isla fuera lo suficientemente baja, pero también resistente a los embates del mar: finalmente se construyó con piedras rodeadas de elementos de hormigón anti-olas y se elevó hasta 7,5 m sobre el agua. La arena subterránea también supone un problema para los cimientos, ya que los ingenieros temían el efecto del agua. Para evitar el desastre, decidieron construir una “muralla” de acero que descendiera hasta una profundidad de 20 m y una capa de aislamiento de hormigón. Al final se dispuso de 250 pilotes de hormigón de 40 m de longitud que sirven de cimientos.

## Diseño y construcción
El Burj Al Arab fue diseñado por la consultora multidisciplinar Atkins, dirigida por el arquitecto Tom Wright. El diseño y la construcción fueron dirigidos por el ingeniero canadiense Rick Gregory, también de WS Atkins. La construcción de la isla comenzó en 1994 y en ella trabajaron hasta 2.000 obreros durante el periodo de máxima actividad. Se construyó de forma que se asemejara a la vela de spinnaker de un yate de clase J,  y está localizado en un área específica con el objetivo de que su sombra no cubra la playa. Dos "alas" se extienden en V para formar un gran "mástil", mientras que el espacio entre ellas está encerrado en un enorme atrio.
El hotel fue construido por el contratista sudafricano Murray & Roberts, ahora rebautizado como Concor y Al Habtoor Engineering. Los diseños interiores fueron dirigidos y creados por Khuan Chew y John Coralan, de KCA international, y entregados por Depa Group, con sede en los EAU.
Varias características del hotel requirieron complejas hazañas de ingeniería para su realización. El hotel descansa sobre una isla artificial construida 280 m (918,6 pies) en alta mar. Para asegurar los cimientos, los constructores introdujeron 230 40 metros (131,2 pies) pilotes de hormigón piles en la arena mediante el método de perforación.
Los ingenieros crearon una capa de superficie del suelo de grandes rocas, que está rodeada de un patrón de panal de hormigón, que sirve para proteger los cimientos de la erosión. Se tardó tres años en recuperar el terreno del mar, mientras que se tardó menos de tres años en construir el propio edificio. El edificio contiene más de 70000 m3 de hormigón y 9.000 toneladas de acero, una de ellas para los marcos estructurales del esqueleto.
En el interior del edificio, el atrium tiene una altura de 180 m (590,6 pies). El atrio de 18 pisos está cerrado por 12 paneles de membrana de dos capas tensados individualmente que forman la fachada orientada al norte.
La decoración interior del edificio estuvo a cargo de la diseñadora china Khuan Chew. Las instrucciones que el jeque de Dubái le dio a Chew para el diseño de las suites y el atrio eran impactar e innovar. Khuan y su equipo utilizaron grandes cantidades de mármol, terciopelo y hojillas de oro para adornarlo. Seis meses antes de la inauguración, el jeque visitó el hotel para dar su opinión. La majestuosidad de las suites cumplió sus expectativas de demostrar lujo y grandeza, pero al ver el atrio pintado de un minimalista blanco, lo reprobó. La decoradora tuvo que rediseñar la apariencia del vestíbulo, añadiendo brillantes colores en el techo, fuentes de aguas danzantes, un espectáculo de luces multicolores y acuarios gigantes.
El edificio se inauguró el 1 de diciembre de 1999.
El helipuerto del hotel fue diseñado por la arquitecta irlandesa Rebecca Gernon. El helipuerto está por encima de la planta 59 del edificio, y se ha utilizado como pista de carreras de coches, ring de boxeo, partido de tenis y punto de partida para el salto de kite surf más alto de la historia.

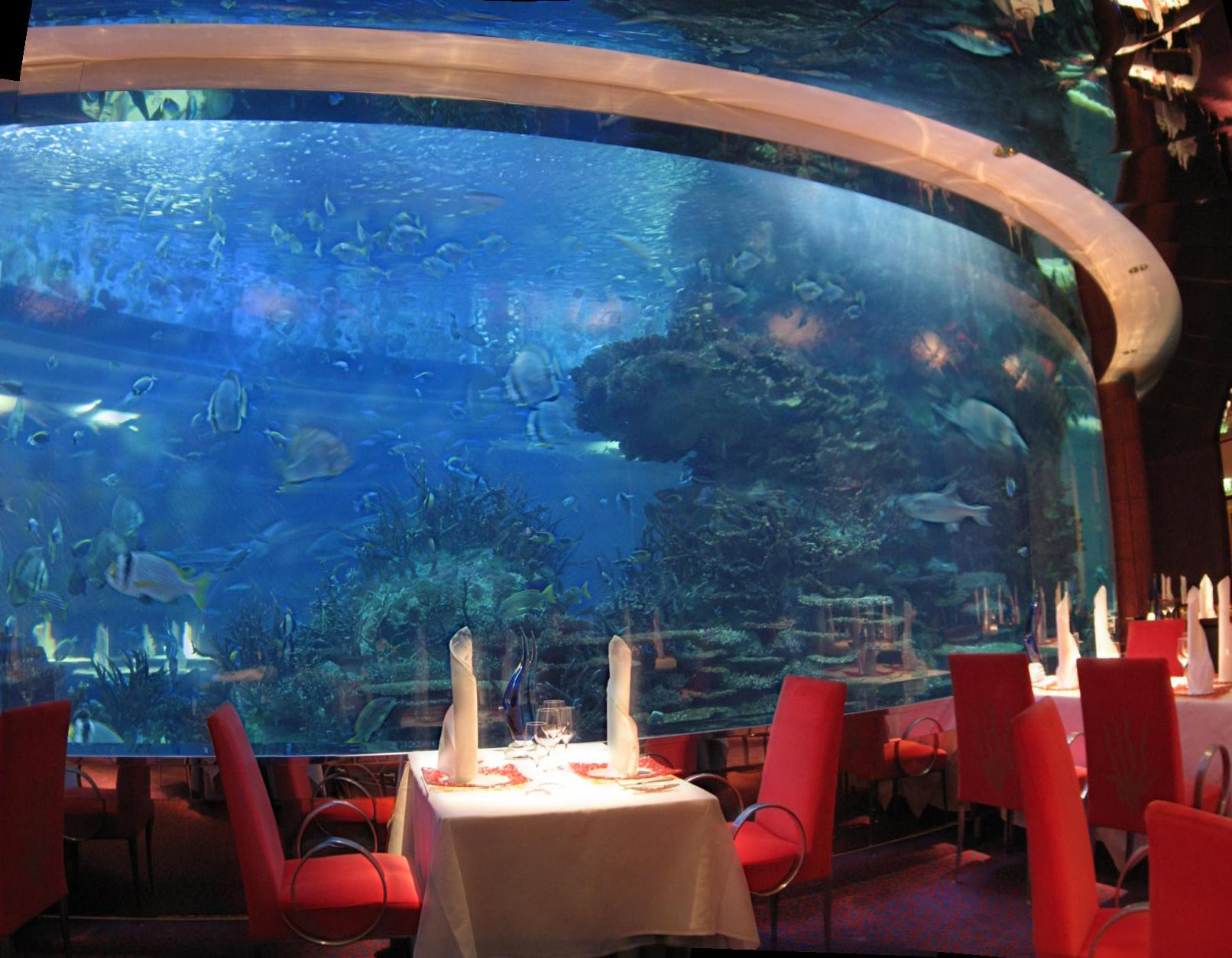
Restaurante Al Mahara.

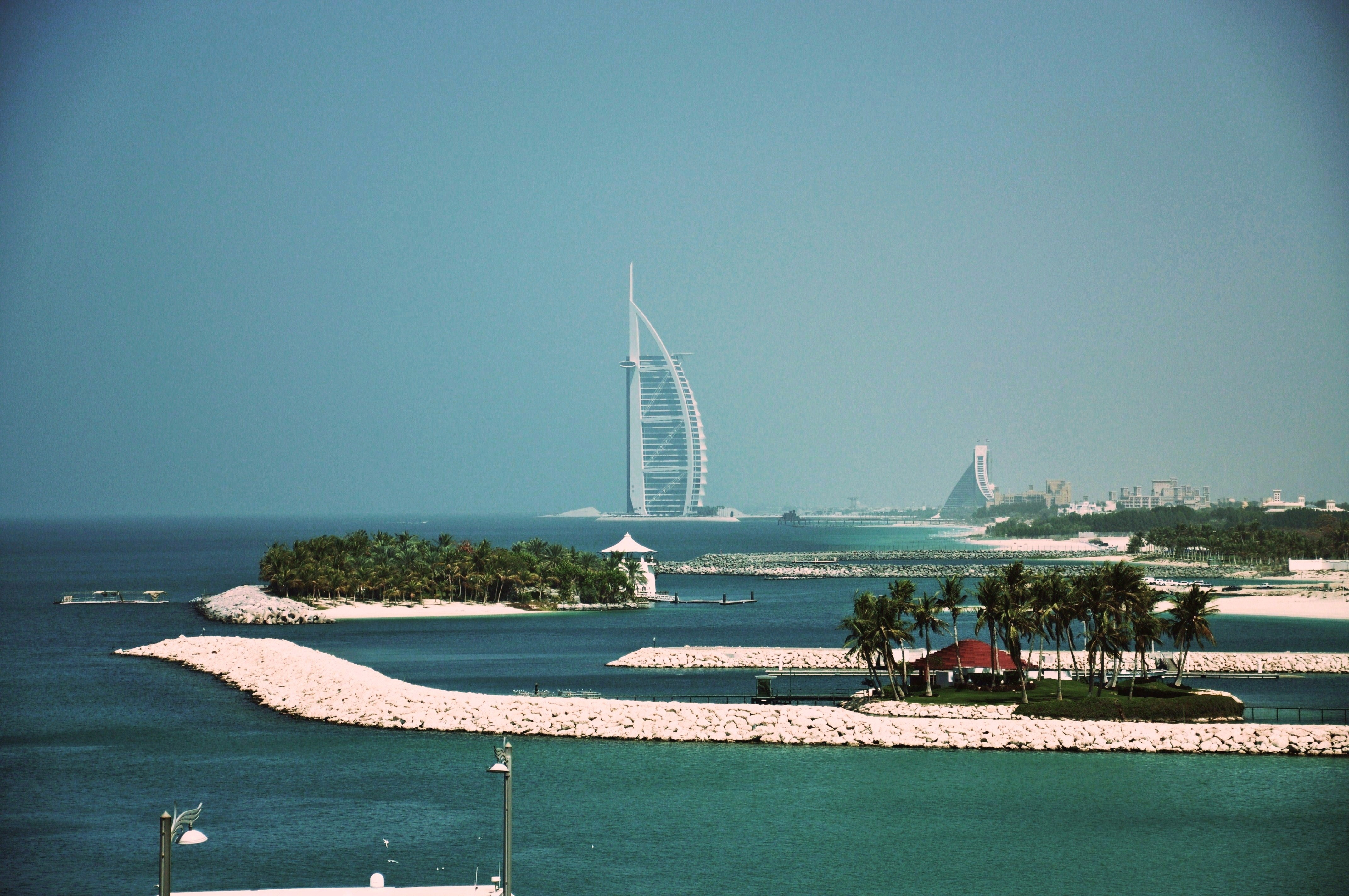
Vista lateral del hotel en 2011.

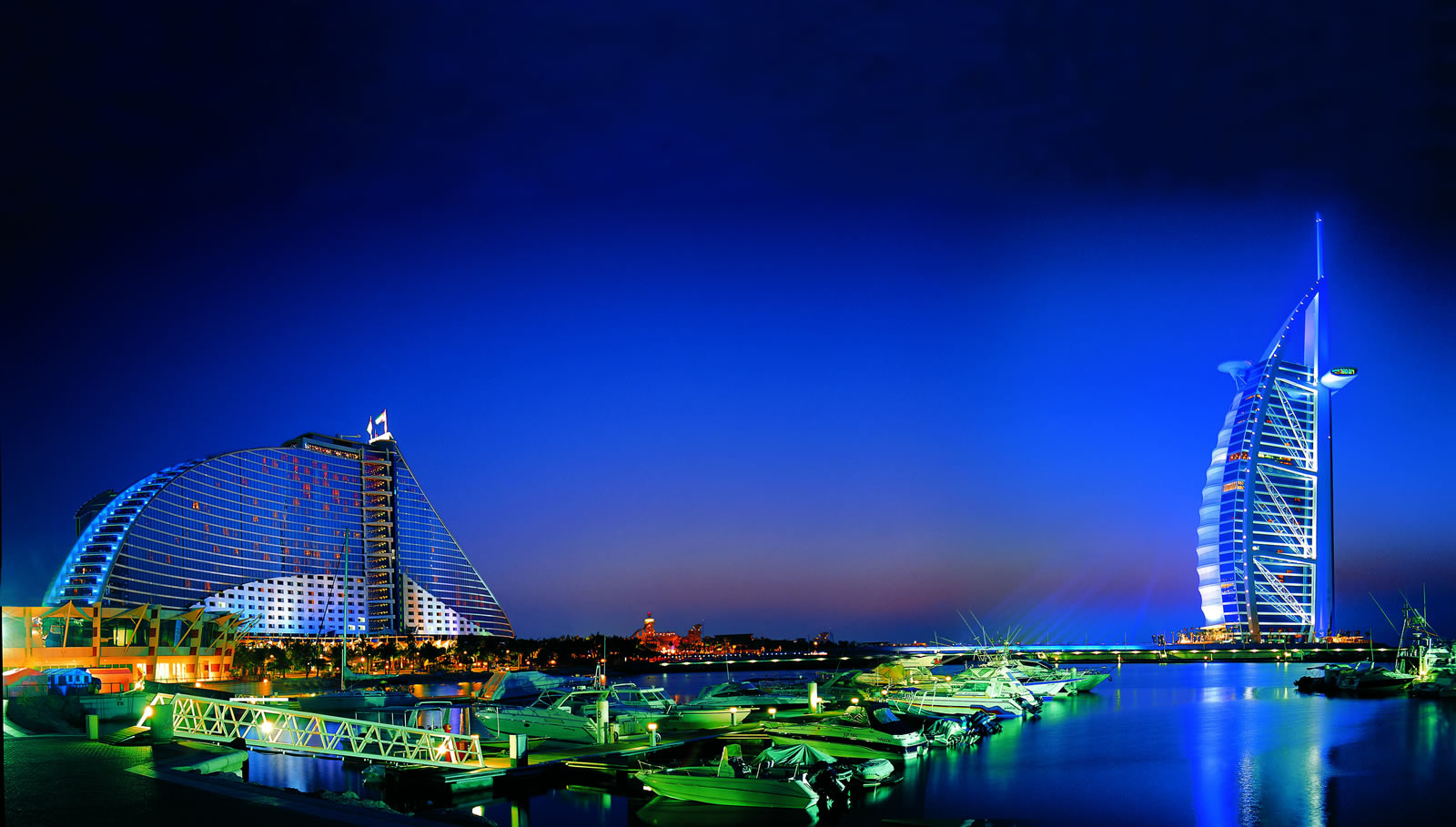

En la azotea del hotel se ubica un helipuerto, que fue utilizado como cancha de tenis para un anuncio publicitario en el cual participaron Andre Agassi y Roger Federer.

## Habitaciones
Este hotel es manejado por Jumeirah Group. El Burj Al Arab posee 202 habitaciones. La suite más pequeña ocupa un área de 169 m², mientras que la más grande cubre 780 m². Los precios varían entre los $2 500 y los $40 000 USD por noche. La Suite Real (The Royal Suite), tarifada en US$ 137 716 por noche, está en la clasificación mundial de las 15 habitaciones de hotel más caras, hecho por CNN Go en el 2012.
El Burj Al Arab es muy popular entre el mercado chino, que representó el 25 por ciento de todas las reservas del hotel en 2011 y 2012.

## Restaurantes
El Burj Al Arab posee nueve restaurantes, entre los que destacan el Al Mahara —ubicado bajo el mar, ofreciendo una vista subacuática a través de un vitral en forma de acuario— y el Al Muntaha, localizado a 200 metros de altura, permitiendo una vista panorámica de la ciudad de Dubái. Este último está ubicado sobre una plataforma voladiza que se extiende 27 metros de cada lado del mástil; y se tiene acceso a él a través de un ascensor panorámico.

## Valoración

### Opiniones de los críticos de arquitectura
El Burj Al Arab también ha suscitado críticas, "una especie de contradicción, teniendo en cuenta lo bien diseñada e impresionante que resulta ser la construcción en última instancia" La contradicción aquí parece estar relacionada con la decoración del hotel.  "Esta extraordinaria inversión en tecnología de construcción de última generación estira los límites de la ambiciosa imaginación urbana en un ejercicio que se debe en gran medida al poder de la riqueza excesiva". Otro crítico incluye también críticas negativas para la ciudad de Dubái: "tanto el hotel como la ciudad, después de todo, son monumentos al triunfo del dinero sobre la practicidad. Ambos elevan el estilo por encima de la sustancia" Otro más: "Emulando la calidad de los interiores palaciegos, en una expresión de riqueza para la corriente principal, en el Burj Al Arab se crea un teatro de la opulencia... El resultado es un efecto barroco".

### Calificación siete estrellas
Este hotel es oficialmente de cinco estrellas con lujo. Sin embargo, es frecuentemente descrito como «el único hotel de siete estrellas en el mundo», aunque la administración del hotel dice nunca haberlo denominado así. En las palabras del portavoz de Jumeirah Group:

"No hay mucho que hacer por detenerlo. Nosotros no estamos alentando el uso de ese término y nunca lo hemos usado para publicitarnos".
Jumeriah Group

El origen de esta noción proviene de la crítica de una reportera británica, la cual, en la pre apertura del hotel, describió al Burj Al Arab como «por encima y más allá de lo que ella había visto jamás».
El hotel Burj Al Arab está catalogado por expertos como el mejor hotel del planeta y el más costoso.

## Galería

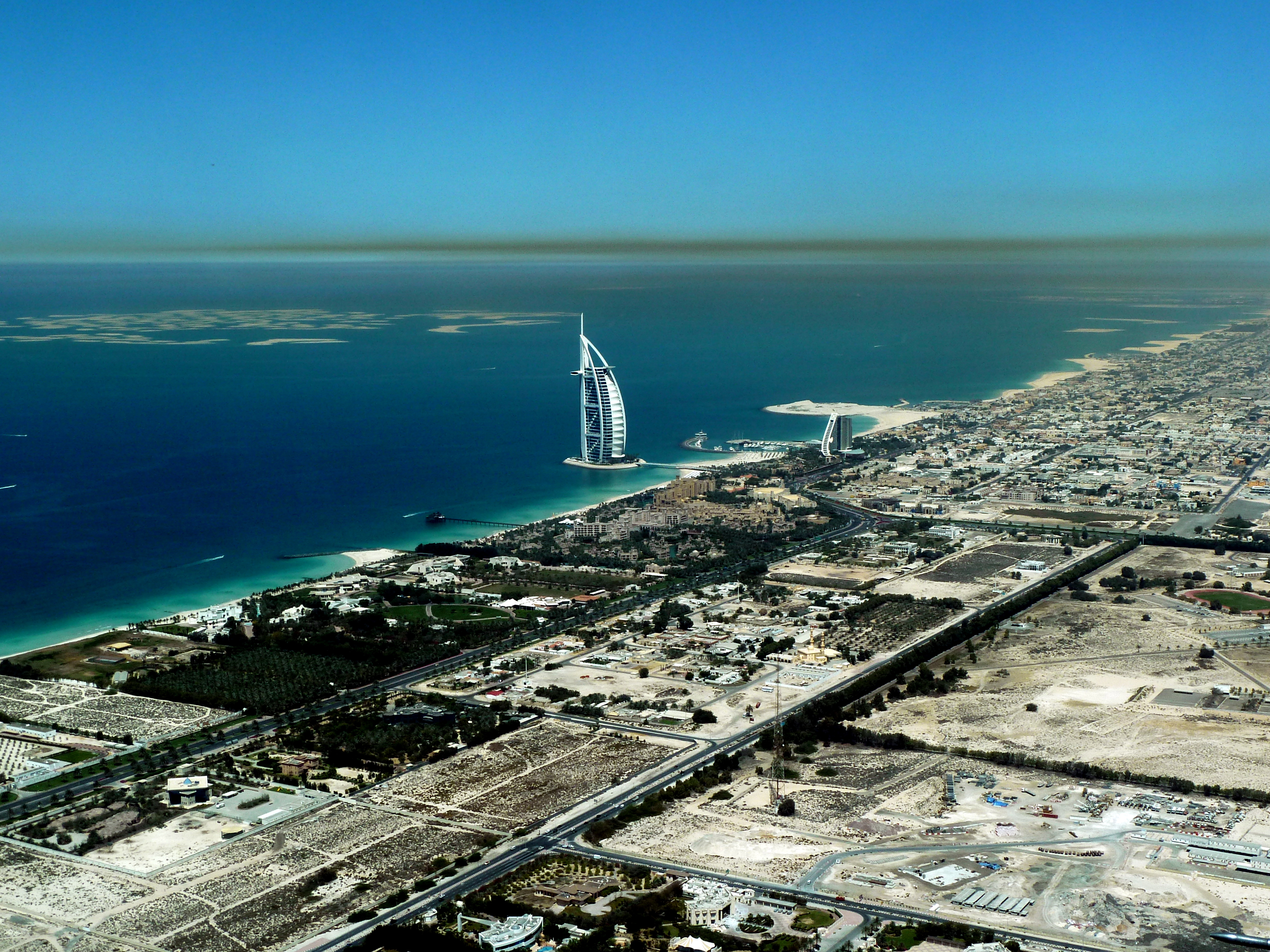
Vista panorámica desde el aire
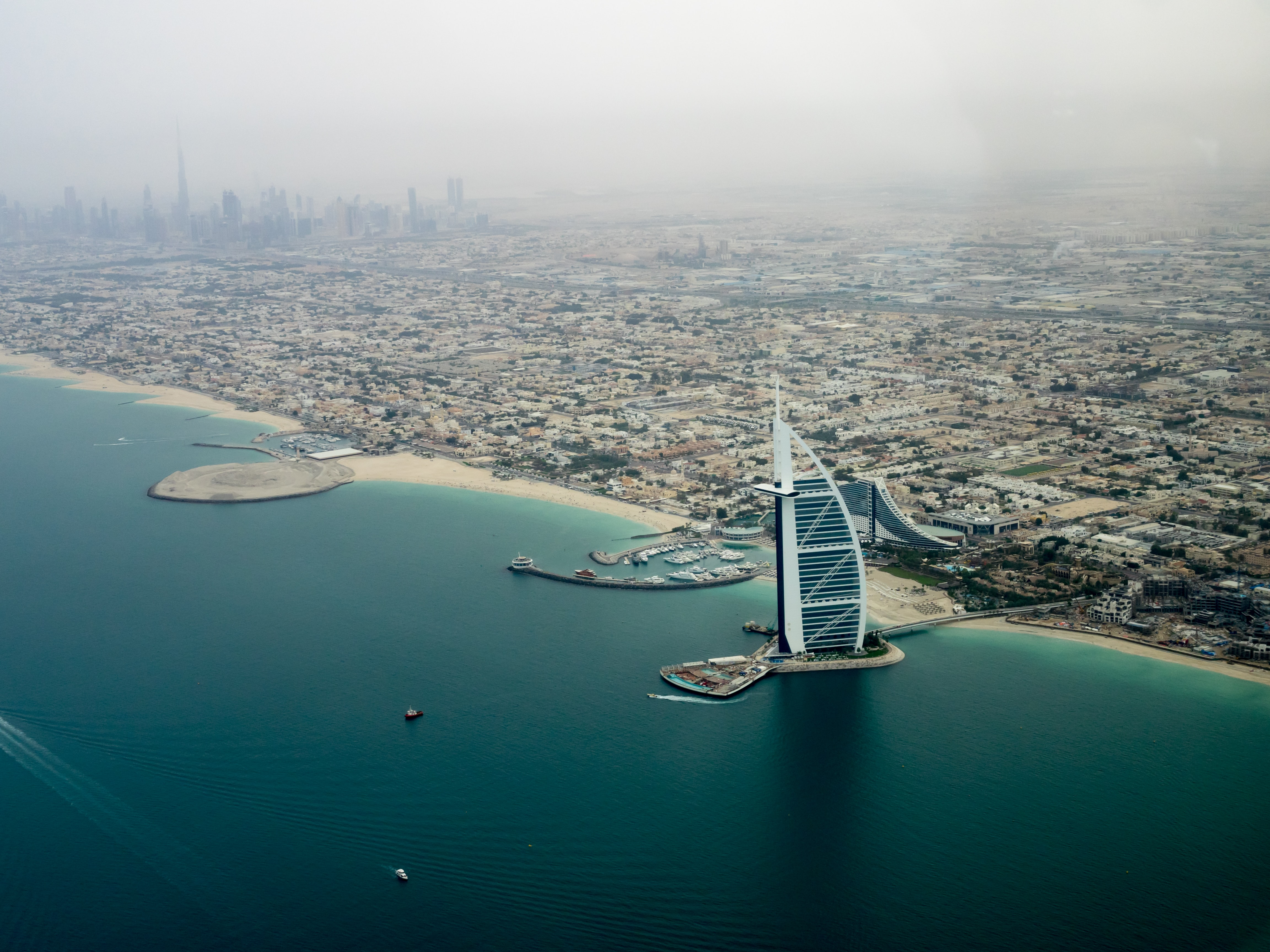
Vista desde el mar
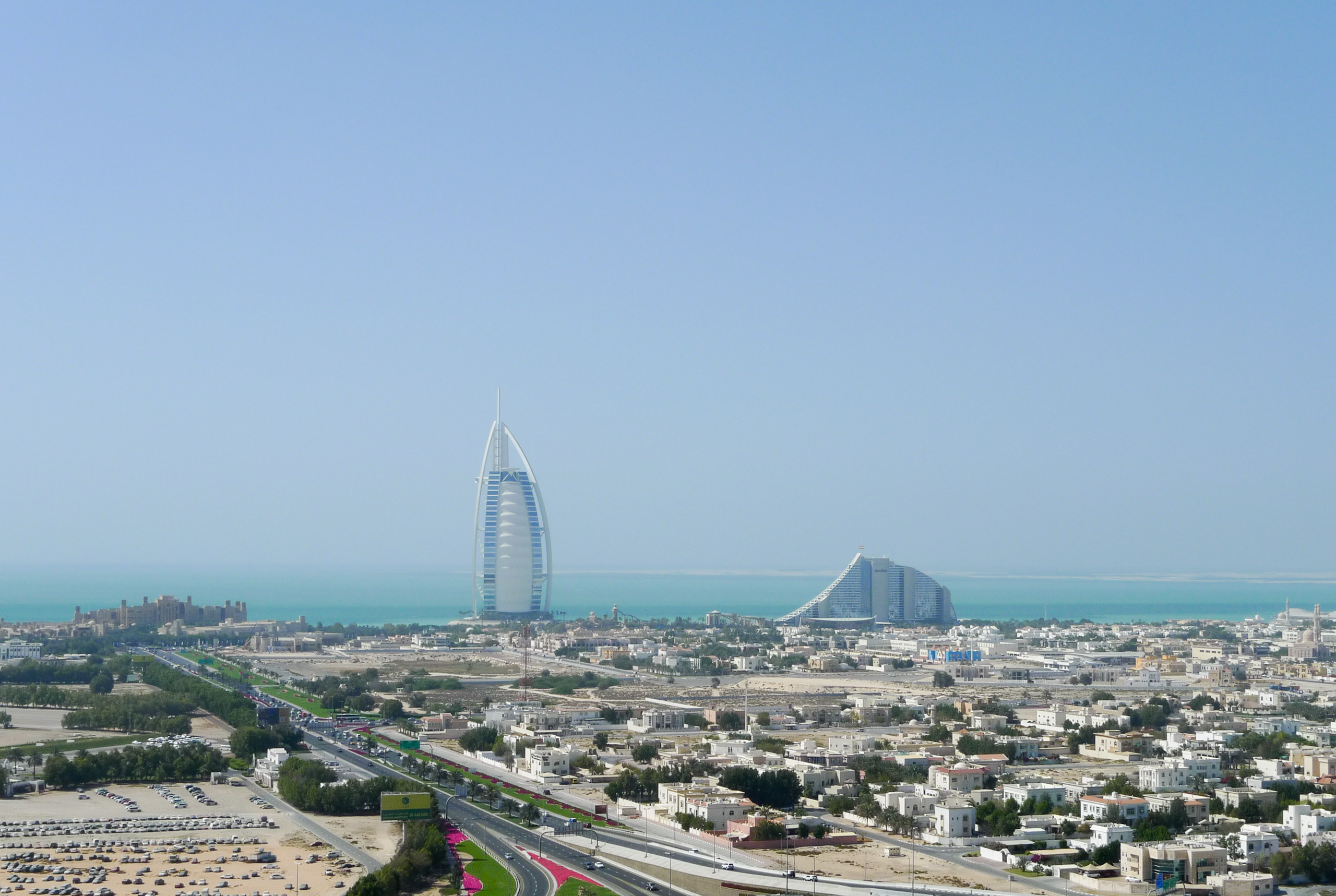
Vista desde la ciudad
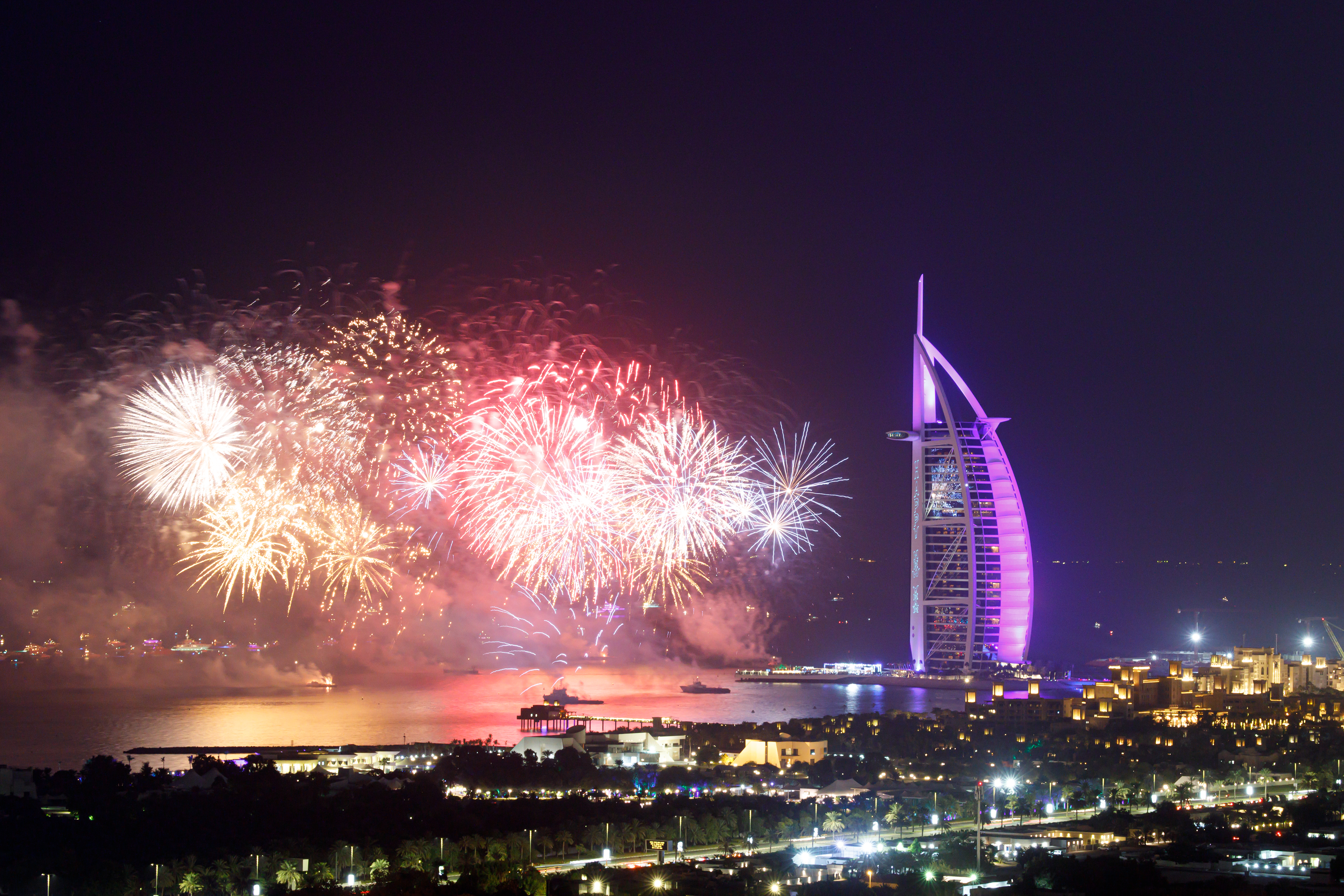
Fuegos artificiales por la noche

## Eventos notables
Se han llevado a cabo varios eventos en el helipuerto a 210 m (689 pies) sobre el suelo para atraer la atención de los medios. Éstas incluyen:
- 2004: Tiger Woods da un primer golpe.[17]
- 2005: Andre Agassi y Roger Federer jugando al tenis.[18]
- 2006: Ronan Keating grabó el vídeo musical de su sencillo "Iris" en el helipuerto del Burj Al Arab.
- 2007: El Today Show transmitió desde el helipuerto un segmento de ¿Dónde en el mundo está Matt Lauer?.[19]
- 2011: El golfista Rory McIlroy realiza un tiro de bunker.[20]
- 2013: Heli-lift del modelo Aston Martin Vanquish.[21]
- 2013: David Coulthard realizando donuts en un auto de carreras de Fórmula 1.[22]
- 2017: El kitesurfista Nick Jacobsen hizo kitesurf hasta el mar.[23][24]
- 2021: David Guetta realizó una sesión de DJ en transmisión en vivo.
- 2023: Lukasz Czepiela aterriza el avión en la plataforma del helipuerto y despega.[25][26]